# 艾斯利普 (紐約州普查規定居民點)
艾斯利普（英語：Islip）是位於美國紐約州薩福克縣的普查規定居民點。

## 人口
根據2020年美國人口普查的數據，艾斯利普的面積為13.98平方千米，當中陸地面積為12.30平方千米，而水域面積為1.68平方千米。當地共有人口18418人，而人口密度為每平方千米1,317.45人。